# Ангел Чаушев (министър)
 Тази статия е за министъра.  За партизанина вижте Ангел Чаушев.  
Ангел Петров Чаушев е български икономист и политик от Българската комунистическа партия (БКП), депутат в VII и VIII народно събрание и министър на труда и социалните грижи в правителството на Станко Тодоров. Заслужил деятел на науката и 6-и Ректор на УНСС (тогава Висш икономически институт „Карл Маркс“).

## Биография
Ангел Чаушев е роден на 26 декември 1921 г. в град Батак, област Пазарджик, България, в семейството на Петър Ангелов Чаушев и Елена Георгиева Янева. Родът на баща му е разклонение на стария Ярков род, който идва в Батак през XVIII век от Западна Македония (т. нар. Арнаутлук). По линия на майка си и на нейната майка Дафина Ст. Керелова е праправнук на Трендафил Керелов – дългогодишен кмет и един от организаторите на Априлското въстание в Батак през 1876 г.
От 1937 година е член на Работническия младежки съюз (РМС). Учи в Търговската гимназия в София, но е арестуван през ноември 1942 г. заради дейността си като ръководител на гимназиалната организация на РМС. След продължителни инквизиции в Софийската дирекция на полицията, на 31 декември 1942 г. е осъден от Софийския военно-полеви съд по ЗЗД заради антидържавната си дейност на 6 г. 8 мес. тъмничен затвор.
В периода 1943 – 1944 година последователно лежи в Софийския централен затвор, Скопския затвор – филиал „Идризово“ и Пазарджишкия затвор, от където е освободен на 8 септември 1944 г. Завръща се в Батак. През септември 1944 – март 1945 г. е секретар на РМС – Батак, през 1945 (за кратко) е секретар на Околийския комитет на РМС – Пещера. През 1945 година става член на Българската комунистическа партия (по това време БРП (к)). През 1947 – 1948 г. е секретар на Околийския комитет на БРП (к) – Пещера.
През 1948 – 1952 г. следва специалност „Вътрешна търговия“ във Висшия институт за народно стопанство „Г. В. Плеханов“ (дн. Руски икономически университет „Г. В. Плеханов“) в Москва, където завършва висшето си образование. След завръщането си в България през 1953 г. става асистент във ВИИ „Карл Маркс“.
Между 1962 и 1966 г. е ректор на ВИИ „Карл Маркс“, а през 1968 г. става професор.
През януари 1967 – февруари 1968 г. е заместник-министър на вътрешната търговия, а през февруари – декември 1968 г. е първи заместник-министър на народната просвета с ресор „Висше образование“. Освободен е от длъжност, след като на партийно събрание на министерството открито критикува практиката да се приемат студенти във ВУЗ с ходатайства. През следващите години продължава да преподава като професор във ВИИ „Карл Маркс“.
През 1974 – 1975 г. е първи заместник-министър на вътрешната търговия и услугите. В периода 1975 – 1976 г. е министър на труда и социалните грижи.
От 1976 до 1981 г. е председател на Комитета по труда и работната заплата, а през 1976 – 1986 г. е кандидат-член на ЦК на БКП.
Между 1981 и 1985 г. е заместник-секретар на СИВ в Москва.
През 1986 – 2006 г. като пенсионер е хоноруван професор в УНСС, издава учебници по икономика и мемоарни книги.

## Семейство
Ангел Чаушев е женен за Гера Пеева Чаушева (сестра на Вела Пеева). Двамата имат дъщеря Елена.